# Бенефицијенција
Бенефицијенција су акције мотивисане добробитима других. Појам се односи на обавезу да се клијенти заштите максимизовањем могућих користи и минимализовањем могућих ризика. Неки аутори сугеришу да ово води до патернализма и минимализовања клијентове самодетерминације и оснаживања. Многи социјални радници признају ограничену бенефицијенцију која се труди да побољша клијентово благостање без мешања у његове основне слободе. Селективна бенефицијенција је осмишљена да заштити клијентове интересе у одређеним областима.